# (7269) Алпрохоров
(7269) Алпрохоров (лат. Alprokhorov) — типичный астероид главного пояса, открыт 2 ноября 1975 года советским астрономом Тамарой Смирновой в Крымской астрофизической обсерватории и 28 сентября 1999 года назван в честь советского и российского физика Александра Прохорова.

## Обнаружение и именование
(7269) Алпрохоров
Открыт 2 ноября 1975 года в Крымской астрофизической обсерватории Т. М. Смирновой.
Александр Михайлович Прохоров (р. 1916), известный фундаментальными исследованиями в области квантовой электроники, которые привели к созданию мазеров и лазеров, был лауреатом Нобелевской премии по физике 1964 года (вместе с Н. Г. Басовым и Ч. Х. Таунсом) и является почётным директором Института общей физики Российской академии наук.
Оригинальный текст (англ.)7269 Alprokhorov
Discovered 1975 Nov. 2 by T. M. Smirnova at the Crimean Astrophysical Observatory.
Aleksandr Mikhajlovich Prokhorov (b. 1916), renowned for fundamental research in quantum electronics that led to the creation of masers and lasers, was the 1964 recipient (with N. G. Basov and C. H. Townes) of the Nobel prize for physics and is honorary director of the Russian Academy of Sciences' General Physics Institute.
Источники: 19990928/MPCPages.arc; M.P.C. 36127.

## Орбита

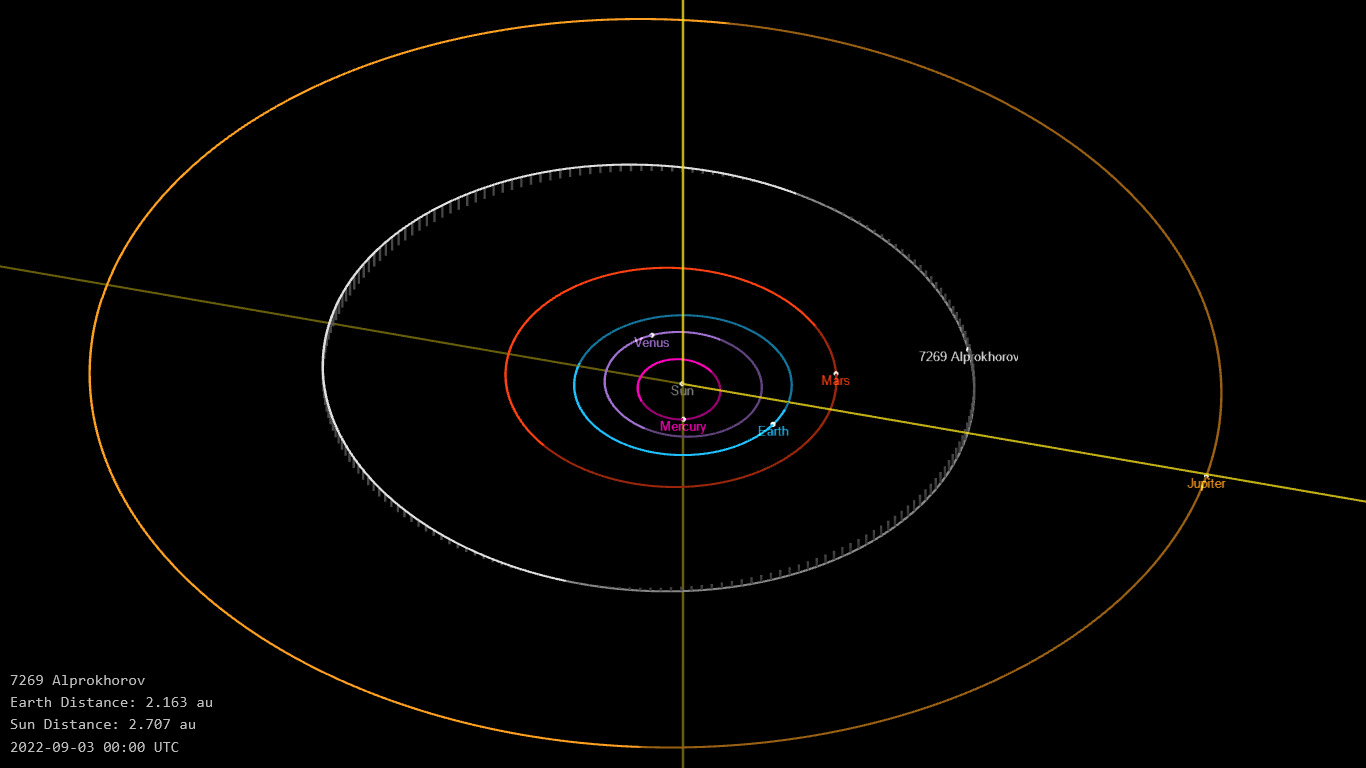
Орбита астероида Алпрохоров и его положение в Солнечной системе

## Физические характеристики
Астероид относится к таксономическому классу C.
По результатам наблюдений в видимом и ближнем инфракрасном диапазоне космического телескопа NEOWISE диаметр астероида оценивался равным 6,879±0,160 км. Согласно тем же источникам альбедо оценивается как 0,3404±0,0417 и 0,340±0,042.